# Dmitrij Ananko
Dmitrij Wasilijewicz Ananko (ros. Дмитрий Васильевич Aнaнкo; ur. 29 września 1973 w Nowoczerkasku) – rosyjski piłkarz grający na pozycji środkowego obrońcy. Był reprezentantem Rosji.

## Kariera klubowa
Swoją karierę piłkarską Ananko rozpoczynał w juniorach klubu RO UOR Rostów nad Donem. W 1990 roku został zawodnikiem Spartaka Moskwa. W sezonie 1991 stał się członkiem pierwszego zespołu Spartaka. W barwach Spartaka w Wyższej lidze ZSRR zadebiutował 1 września 1991 w zwycięskim 4:0 domowym meczu z Dynamą Mińsk i w debiutanckim sezonie został z nim wicemistrzem kraju. W zespole Spartaka grał do 2002 roku i rozegrał w nim 150 meczów oraz strzelił 1 gola. Wraz ze Spartakiem wywalczył dziewięć tytułów mistrza Rosji w sezonach 1992, 1993, 1994, 1996, 1997, 1998, 1999, 2000 i 2001 oraz zdobył trzy Puchary Rosji w sezonach 1992, 1994 i 1998.
W sezonie 1995 Ananko był wypożyczony ze Spartaka do Rostselmaszu Rostów nad Donem. Swój debiut w nim zaliczył 15 kwietnia 1995 w wygranym 2:1 domowym meczu z Tiekstilszczik Kamyszyn. W Rostselmaszu występował przez pół roku, do lipca 1995.
W sierpniu 2002 Ananko przeszedł do francuskiego klubu AC Ajaccio. Swój debiut w nim zanotował 11 września 2002 w zremisowanym 0:0 domowym meczu z Montpellier HSC. Na koniec sezonu 2002/2003 spadł z Ajaccio z Ligue 1 do Ligue 2.
W 2003 roku po spadku Ajaccio Ananko wrócił do Rosji i został piłkarzem klubu Torpedo-Metałłurg Moskwa. Zadebiutował w nim 24 sierpnia 2003 w przegranym 0:2 wyjazdowym meczu ze Spartakiem Władykaukaz. Po sezonie odszedł do grającego we Wtoroj diwizion, Spartaka Czelabińsk i po sezonie 2004 zakończył w nim swoją karierę.
| Sezon   | Klub                         | Kraj    | Rozgrywki       | Mecze | Gole |
| ------- | ---------------------------- | ------- | --------------- | ----- | ---- |
| 1990    | Spartak Moskwa               | ZSRR    | Wyższa liga     | 0     | 0    |
| 1991    | Spartak Moskwa               | ZSRR    | Wyższa liga     | 7     | 0    |
| 1992    | Spartak Moskwa               | Rosja   | Priemjer-Liga   | 2     | 0    |
| 1992    | Spartak-2 Moskwa             | Rosja   | Wtoroj diwizion | 10    | 0    |
| 1993    | Spartak Moskwa               | Rosja   | Priemjer-Liga   | 11    | 0    |
| 1993    | Spartak-2 Moskwa             | Rosja   | Wtoroj diwizion | 23    | 2    |
| 1994    | Spartak Moskwa               | Rosja   | Priemjer-Liga   | 6     | 0    |
| 1995    | Spartak Moskwa               | Rosja   | Priemjer-Liga   | 3     | 0    |
| 1995    | Rostselmasz Rostów nad Donem | Rosja   | Priemjer-Liga   | 12    | 0    |
| 1996    | Spartak Moskwa               | Rosja   | Priemjer-Liga   | 30    | 1    |
| 1997    | Spartak Moskwa               | Rosja   | Priemjer-Liga   | 25    | 0    |
| 1998    | Spartak Moskwa               | Rosja   | Priemjer-Liga   | 19    | 0    |
| 1999    | Spartak Moskwa               | Rosja   | Priemjer-Liga   | 7     | 0    |
| 2000    | Spartak Moskwa               | Rosja   | Priemjer-Liga   | 6     | 0    |
| 2001    | Spartak Moskwa               | Rosja   | Priemjer-Liga   | 13    | 0    |
| 2002    | Spartak Moskwa               | Rosja   | Priemjer-Liga   | 21    | 0    |
| 2002/03 | AC Ajaccio                   | Francja | Ligue 1         | 18    | 0    |
| 2003    | Torpedo-Metałłurg Moskwa     | Rosja   | Priemjer-Liga   | 3     | 0    |
| 2004    | Łukoił Czelabińsk            | Rosja   | Wtoroj diwizion | 11    | 0    |

## Kariera reprezentacyjna
W reprezentacji Rosji Ananko zadebiutował 28 lutego 2001 w zremisowanym 3:3 towarzyskim meczu z Grecją, rozegranym w Heraklionie, gdy w 46. minucie zmienił Walerija Karpina. Był to jego jedyny mecz w kadrze narodowej.